# Sphaerodactylus sputator
Sphaerodactylus sputator är en ödleart som beskrevs av  Anders Sparrman 1784. Sphaerodactylus sputator ingår i släktet Sphaerodactylus och familjen geckoödlor. Inga underarter finns listade i Catalogue of Life.